# جل‌ها
جل‌ها (نام علمی: Mirafra) نام یک سرده از تیره چکاوک است.

## گونه‌ها
- چکاوک آنگولایی، Mirafra angolensis
- چکاوک اش، Mirafra ashi
- چکاوک بال‌کوب دماغه، Mirafra apiata
- چکاوک بال‌کوب شرقی، Mirafra fasciolata
- چکاوک یقه‌دار، Mirafra collaris
- چکاوک فلپت، Mirafra rufocinnamomea
- چکاوک فریدمان، Mirafra pulpa
- چکاوک ژیلت، Mirafra gilletti
  - Degodi lark, Mirafra g. degodiensis
- چکاوک کوردوفا، Mirafra cordofanica
- چکاوک نغمه‌خوان، Mirafra cheniana
- چکاوک ماداگاسکار، Mirafra hova
- چکاوک یکنواخت، Mirafra passerina
- چکاوک بال‌سرخ، Mirafra hypermetra
- چکاوک گردن‌حنایی، Mirafra africana
- چکاوک سومالی، Mirafra somalica
- چکاوک دم‌سفید، Mirafra albicauda
- چکاوک ویلیام، Mirafra williamsi
- چکاوک جنگلی زنگاری، Mirafra rufa
- چکاوک جنگلی هورسفیلد، Mirafra javanica
- چکاوک جنگلی برمه‌ای، Mirafra microptera (sometimes included in M. assamica)
- چکاوک جنگلی هندی، Mirafra erythroptera (sometimes included in M. assamica, formerly M. marionae)
- چکاوک جنگلی هندوچین، Mirafra erythrocephala
- چکاوک جنگلی جردان، Mirafra affinis (sometimes included in M. assamica)
- چکاوک جنگلی بنگال، Mirafra assamica
- چکاوک جنگلی آوازه‌خوان، Mirafra cantillans